# Махо-сьодзьо
Махо-сьодзьо (яп. 魔法少女, «дівчина-чарівниця») — один з найпоширеніших субжанрів аніме та манґи. Основною сюжетною особливістю махо-сьодзьо є головний персонаж — дівчинка, або молода дівчина, що володіє якимись надприродними здібностями, які вона використовує для боротьби зі злом, захисту Землі, слабких і тому подібних дій. Іноді присутньо декілька дівчат, що володіють різними здібностями і які, як правило, працюють в одній команді.
Раніше махо-сьодзьо в Японії був відоміший як мадзьокко (яп. 魔女っ子) або «дівчина-відьма», але зараз цей термін майже не використовується.

## Історія
В 1960-х роках серед японських дівчат був дуже популярний американський серіал «Bewitched». В 1966 році Йокояма Міцутеру під впливом цього серіалу створив «Sally, the Witch» — першу манґу в жанрі махо-сьодзьо. В «Sally, the Witch», за аналогією з «Bewitched», головна героїня — добра відьма, яка боролася за допомогою своєї магії з силами зла.

## Правила жанру
Дівчата-чарівниці зазвичай дістають доступ до своєї сили, використовуючи певний магічний предмет, наприклад медальйон, чарівну паличку, стрічку тощо. Для активації сили використовується концентрація на предметі, здійснення різних маніпуляцій з ним, вимовляння відповідних фраз, різні акробатичні прийоми, іноді елементи бойових мистецтв. Дівчина, як правило, перевтілюється, наприклад, міняється її одяг, зовнішній вигляд, іноді вік. Кадри такого перевтілення (хенсін) не міняються від серії до серії, що приводить до значної економії зусиль при виробництві серіалу. Хоча іноді зовнішній вигляд героїні не дуже змінюється для глядача (щоб не втрачався зв'язок з персонажем), але формально зміни дуже суттєві — наприклад, інші персонажі не можуть впізнати її в перевтіленому стані.
Іншим, часто використовуваним шаблоном, є таємничі красені, які також володіють особливими здібностями і які приходять на допомогу у важкі хвилини, домашні тварини, що говорять, або чарівні істоти, які служать як помічники та радники, близька подруга, що не володіє магічними здібностями і яка не здогадується про їхнє існування, як правило, вона є постійним об'єктом для нападу ворожих сил.
Такі поняття як любов, мир, добро, зло, дружба і тому подібне, як правило, дуже ідеалізуються і мотивують дії головних героїв. За постійними вилазками ворожих сил зазвичай стоїть головний ворог, якого вдається перемогти лише в кінці серіалу, іноді після перемоги героїня позбавляється своїх здібностей.
За твердженням дослідника аніме Борі Іванова, отримання головною героїнею надзвичайних, неочікуваних здібностей є досить прозорою аналогією до жіночого дорослішання і статевого дозрівання дівчинки. Наприклад, часто після хенсіну героїня виглядає помітно старше та доросліше.

## Приклади
- «Ловець карт Сакура» (1996)
- Hana no Ko Lunlun (1979)
- Shugo Chara! (2007)
- Mahō Shōjo Madoka Magica (2011)
- «Сейлор Мун» (1991)
- Majo no Tabitabi